# 水口洋次
水口 洋次（みずぐち ようじ、1944年7月20日 - 2022年4月10日）は、広島県広島市出身のサッカー選手、サッカー指導者。
選手時代は、後のセレッソ大阪であるヤンマーディーゼルサッカー部の主力選手として活躍した。ガンバ大阪の前身・松下電器産業サッカー部の創設者で、ガンバ大阪の発足に向けた立ち上げに携わり、同クラブの基礎作りに尽力した。

## 経歴
広島県広島市出身。広島国泰寺高校から、中央大学法学部政治学科を経て1967年、ヤンマーディーゼル株式会社入社。小柄ながらボール扱いのうまさは日本最高ともいわれ、同社サッカー部の主力選手として活躍した。同い年で同期就職で親友の釜本邦茂のデビュー初得点のアシストを決めている。しかし当時監督だった鬼武健二の薦めにより、入社4年目で選手を引退しコーチに就任。鬼武と共にヤンマーの黄金時代を築く。ヨーロッパの技術研修を経て、日本代表20歳以下チームの監督等も歴任した。
その後、ヤンマーサッカー部の人員増加に伴って設立されたサテライト相当の組織「ヤンマークラブ」に転籍、監督に就任し、日本サッカーリーグ2部でチームの指揮をとった。しかし就任2年目の1979年にサッカー部の一本化により廃部。奈良県に松下電器産業サッカー部（現・ガンバ大阪）創部の動きが起こり、ヤンマーを辞めた水口が中心となり、水口はヤンマークラブ所属選手の多くとともに松下電器産業に移籍、強敵のいない奈良県社会人2部リーグ加入に向け、0の状態から発足の準備を始め、1980年、松下電器産業サッカー部を創部し初代監督に就任した。設立当初は選手の人数がそろわず選手兼任監督として登録もした。0の状況からチームを育て上げ、以降11年の長きにわたり指揮を執り、1990年の第70回天皇杯全日本サッカー選手権大会優勝に導いた。
松下電器の社内でJリーグ創設の機運が高まり、動きが本格化してきたのは1990年秋のことだったが、当時の関西にはヤンマーという圧倒的実績を持つ名門があり、田辺製薬や大阪ガスといった名門が下位カテゴリーに落ち、社内的にもJリーグ参入を不安視する声も大きかったが、天皇杯三連覇を狙った日産自動車に粘り強く戦って優勝したことは、Jリーグ参入に向け大きな後押しになった。
1991年に1993年のJリーグ発足に向けS級ライセンスを取得していなかったため監督を勇退（後任は前出の釜本）。その後、松下電器サッカー部に設けられたプロ化準備室にてJリーグ発足に向けたチームの立ち上げに携わり、プロ化以降はガンバ大阪取締役強化部長、普及部長として長きに渡りクラブの発展に尽力し、名門クラブの基礎を創った。1995年にS級ライセンスを取得。1999年には大阪サッカー指導者協会会長に就任。2002年に松下電器を定年退社、同時にガンバ大阪取締役も辞任する。
2002年に行われたよさこい高知国体では大阪府選抜（成年の部）を率いて優勝。2004年、関西学生サッカーリーグの神戸国際大学サッカー部の監督として本格的に指導者復帰を果たした。
2007年、Jリーグ参入を目指すガイナーレ鳥取（当時日本フットボールリーグ）の監督に就任。ハードトレーニングによるチーム全体の強化を図ったが、同年8月、成績不振を理由に辞任した。鳥取の監督を辞任後も鳥取県で暮らしていた。
その後、鳥取県米子市で闘病生活を送っていたが、2022年4月10日に死去した。

## 所属クラブ
- -1963年3月 国泰寺高校
- -1967年3月 中央大学
- 1967年4月-1971年 ヤンマーディーゼル
- 一時引退
- 松下電器（選手兼任監督）

## 個人成績
| 国内大会個人成績 | 国内大会個人成績 | 国内大会個人成績 | 国内大会個人成績 | 国内大会個人成績 | 国内大会個人成績 | 国内大会個人成績 | 国内大会個人成績 | 国内大会個人成績 | 国内大会個人成績 | 国内大会個人成績 | 国内大会個人成績 |
| 年度             | クラブ           | 背番号           | リーグ           | リーグ戦         | リーグ戦         | リーグ杯         | リーグ杯         | オープン杯       | オープン杯       | 期間通算         | 期間通算         |
| 年度             | クラブ           | 背番号           | リーグ           | 出場             | 得点             | 出場             | 得点             | 出場             | 得点             | 出場             | 得点             |
| 日本             | 日本             | 日本             | 日本             | リーグ戦         | リーグ戦         | JSL杯            | JSL杯            | 天皇杯           | 天皇杯           | 期間通算         | 期間通算         |
| ---------------- | ---------------- | ---------------- | ---------------- | ---------------- | ---------------- | ---------------- | ---------------- | ---------------- | ---------------- | ---------------- | ---------------- |
| 1967             | ヤンマー         |                  | JSL              |                  |                  | -                | -                |                  |                  |                  |                  |
| 1968             | ヤンマー         |                  | JSL              |                  |                  | -                | -                |                  |                  |                  |                  |
| 1969             | ヤンマー         |                  | JSL              |                  |                  | -                | -                |                  |                  |                  |                  |
| 1970             | ヤンマー         |                  | JSL              |                  |                  | -                | -                |                  |                  |                  |                  |
| 1971             | ヤンマー         |                  | JSL              | 3                |                  | -                | -                |                  |                  |                  |                  |
| 1980             | 松下電器         |                  | 奈良2部          |                  |                  | -                | -                |                  |                  |                  |                  |
| 通算             | 日本             | 日本             | JSL              | 31               | 6                | -                | -                |                  |                  |                  |                  |
| 通算             | 日本             | 日本             | 奈良2部          |                  |                  | -                | -                |                  |                  |                  |                  |
| 総通算           |                  |                  |                  |                  |                  |                  |                  |                  |                  |                  |                  |

- 松下電器時代は不明。

## 指導経歴
- 1970年3月 日本サッカー協会主催 コーチングスクール受講、コーチライセンス取得
- 1971年 ヤンマーディーゼル：コーチ
- 1971年-1972年 日本ユース代表：コーチ
- 1973年 日本ユース代表：監督
- 1974年 ヤンマーディーゼル：アシスタントコーチ
- 1975年-1977年 ヤンマーディーゼル：コーチ
- 1978年-1979年 ヤンマークラブ：監督
- 1980年4月-1991年 松下電器：監督
- 1991年10月-1994年 株式会社松下サッカークラブ(ガンバ大阪)：取締役強化部長
- 1994年2月- 2002年1月 株式会社松下サッカークラブ(ガンバ大阪)：取締役普及部長
- 1995年5月 日本サッカー協会公認 S級コーチライセンス取得
- 2000年3月- 大阪国体成年男子：監督
- 2002年 よさこい高知国体・大阪府選抜（成年の部）:監督（優勝）
- 2004年4月-2006年1月 神戸国際大学:監督
- 2007年1月-8月 ガイナーレ鳥取:監督

## 監督成績
| 年度    | 所属         | クラブ    | リーグ戦 | リーグ戦 | リーグ戦 | リーグ戦 | リーグ戦    | リーグ戦 | カップ戦   | カップ戦 |
| 年度    | 所属         | クラブ    | 順位     | 試合     | 勝点     | 勝利     | 引分        | 敗戦     | JSL杯      | 天皇杯   |
| ------- | ------------ | --------- | -------- | -------- | -------- | -------- | ----------- | -------- | ---------- | -------- |
| 1978    | JSL2部       | ヤンマーC | 4位      | 18       | 38       | 8        | 3PK勝/0PK敗 | 7        | 予選リーグ | 2回戦    |
| 1979    | JSL2部       | ヤンマーC | 5位      | 18       | 36       | 8        | 2PK勝/0PK敗 | 8        | 2回戦      | 準々決勝 |
| 1980    | 奈良2部      | 松下      | 優勝     |          |          |          |             |          | -          | 予選敗退 |
| 1981    | 奈良         | 松下      | 優勝     |          |          |          |             |          | -          | 2回戦    |
| 1982    | 奈良         | 松下      | 優勝     |          |          |          |             |          | -          | 2回戦    |
| 1983    | 関西         | 松下      | 優勝     |          |          |          |             |          | -          | 2回戦    |
| 1984    | JSL2部       | 松下      | 3位      | 18       | 22       | 8        | 6           | 4        | 準々決勝   | 2回戦    |
| 1985    | JSL2部・西   | 松下      | 優勝     | 10       | 18       | 8        | 2           | 0        | 準々決勝   | 1回戦    |
| 1985    | JSL2部・上位 | 松下      | 優勝     | 10       | 14       | 5        | 4           | 1        | 準々決勝   | 1回戦    |
| 1986-87 | JSL1部       | 松下      | 11位     | 22       | 16       | 5        | 6           | 11       | 1回戦      | 2回戦    |
| 1987    | JSL2部・西   | 松下      | 2位      | 14       | 25       | 11       | 3           | 0        | 2回戦      | 準々決勝 |
| 1987    | JSL2部・上位 | 松下      | 2位      | 14       | 20       | 9        | 2           | 3        | 2回戦      | 準々決勝 |
| 1988-89 | JSL1部       | 松下      | 7位      | 22       | 29       | 8        | 5           | 9        | 1回戦      | 2回戦    |
| 1989-90 | JSL1部       | 松下      | 10位     | 22       | 19       | 4        | 7           | 11       | 1回戦      | 1回戦    |
| 1990-91 | JSL1部       | 松下      | 6位      | 22       | 30       | 7        | 9           | 6        | 1回戦      | 優勝     |
| 2007    | JFL          | 鳥取      | -        |          |          |          |             |          | -          | -        |

その他
- 全国社会人サッカー選手権大会 優勝（1983年）